# Madison, Illinois
Madison är en stad i Madison och St. Clair län i den amerikanska delstaten Illinois. Folkmängden uppgick till 3 891 invånare vid folkräkningen 2010. Det är plats för World Wide Technology Raceway vid Gateway och har den första bulgariska ortodoxa kyrkan i USA.

## Historia
Madison grundades 1820. Det har funnits tre byar som heter Madison.

## Geografi
Madison är beläget på 38°41′1″N 90°9′4″V / 38.68361°N 90.15111°V (38.683700, -90.151047).
Enligt 2010 års folkräkning har Madison en total yta på 44,50 km², varav 37,68 km² är land och 6,81km² är vatten.

## Demografi
Vid folkräkningen 2000 bodde 4 545 personer, 1 881 hushåll och 1 117 familjer i staden. Befolkningstätheten var 250,3 per km2. Det fanns 2 322 bostäder med en genomsnittlig täthet på 127,9 per km2. Stadens rasfördelning var 55,36 procent vita, 42,13 procent afroamerikaner, 0,29 procent indianer, 0,11 procent asiater, 0,02 procent från Oceanien, 0,92 procent av andra raser och 1,17 procent av blandraser. Hispanic eller latino av någon ras var 1,96 procent.
I staden var befolkningens åldersfördelning 29,8 procent under 18 år, 8,6 procent från 18 till 24, 26,8 procent från 25 till 44, 19,2 procent från 45 till 64 år och 15,5 procent 65 år eller äldre. Medianåldern var 34 år. Per 100 kvinnor fanns det 96 män. Per 100 kvinnor över 18 år fanns det 88,4 män.
Medianhushållsinkomsten var 24 828 dollar och medianfamiljens inkomst var 29 926 dollar. Manspersoner hade en medianinkomst på 27 363 dollar mot 21 250 dollar för kvinnor. Inkomsten per capita för staden var 13 090 dollar. Cirka 19,6 procent av familjerna och 24,0 procent av befolkningen var under fattigdomsgränsen, inklusive 35,4 procent av dem under 18 år och 12,0 procent av de som var 65 år eller äldre.